# فرم-نوو، کبک
فرم-نوو (به فرانسوی: Ferme-Neuve) شهری در منطقه شهری آنتوان-لابل ناحیه لورانتید در استان کبک کانادا است. در سرشماری سال ۲۰۱۱ این شهر ۳٬۰۸۵ نفر جمعیت داشته‌است و مساحت آن ۱٬۰۳۱٫۵۵ کیلومتر مربع است.